# Haplophaedia

Haplophaedia é um género de beija-flor da família Trochilidae.
Este género contém as seguintes espécies:
- calçadinho-esverdeado-do-sul, calçudo-de-patas-ruivas  -  Haplophaedia assimilis (Elliot, 1876)
- calçadinho-esverdeado-do-norte, calçudo-esverdeado  -  Haplophaedia aureliae (Bourcier e Mulsant, 1846)
- calçudo-grisalho, calçadinho-grisalho  - Haplophaedia lugens (Gould, 1851)